# 帕特里夏·琼斯
帕特里夏·琼斯（英語：Patricia Jones，1930年10月16日—2000年8月23日），加拿大女子田径运动员，主攻短跑。她曾代表加拿大参加1948年夏季奥林匹克运动会田径比赛，获得女子4×100米接力铜牌。